# Jeff Hartwig
Jeff Hartwig (St. Louis, Missouri, 25 de setembro de 1967) é um atleta americano, especialista no salto com vara.
Em 1998, Hartwig bateu dois recordes na América do Norte, com 6,00 e 6,01 metros. O último foi uma melhoria de 16 centímetros do seu recorde pessoal de 5,85 m, de 1997. Em 1999, ganhou campeonatos nacionais E.U., melhorando o seu próprio recorde de 6,02 metros, e seu atual registro norte-americano de 6,03 metros seguido em 2000. Sua melhor marca pessoal interior é 6,02 metros, e também registrar um domínio. Apenas Sergey Bubka e Steven Hooker ter saltado uma concorrência maior no interior. 
Com 5,86 metros, em 4 de julho de 2004, Hartwig detém o melhor desempenho do mundo para homens com mais de 35 anos. Ele também tem o melhor desempenho do mundo para os homens acima de 40 anos, 5,70 metros (18-8,25), realizado na segunda colocação, enquanto os Jogos Olímpicos E.U. Trials, 29 de junho de 2008. 
Hartwig recebeu o Jim Thorpe Award como o melhor atleta americano atletismo em 1998 e 1999. 
Jeff abobadados em Francis Howell High School (Weldon Spring) e collegiately de Missouri Valley Community College e Estado da Universidade de Arkansas. Ele tem treinado sob a tutela de USATF Hall of Fame e ex-recordista mundial Earl Bell para um número de anos. 